# Rosendo de Riquer i Suñer
Rosendo de Riquer i Suñer (Barcelona, 23 de gener de 1906 - 29 de maig de 1993), fill de Ricardo i Josefa, va treballar com a tècnic de so principalment als Estudis Kinefón i Orphea.

## Fons
La Filmoteca de Catalunya conserva un fons de 96 fotografies que recull la trajectòria professional de Rosendo de Riquer i Sunñer com a operador de so dels estudis Orphea i Kinefón.